# Amrullah Saleh
Pour les articles homonymes, voir Saleh.
Amrullah Saleh (en dari et pachto : امرالله صالح), né le 15 octobre 1972, est un homme politique afghan.
Il est le chef de la Direction nationale de la sécurité (NDS) de 2004 à 2010, éphémère ministre de l'Intérieur en 2019 et Premier vice-président de la République de 2020 à la prise de Kaboul par les talibans l’année suivante. Après celle-ci et le départ d’Ashraf Ghani consécutif à l'offensive victorieuse des talibans, il s’autoproclame président de la république islamique d'Afghanistan par intérim et s'allie avec Ahmad Massoud pour former le Front national de résistance contre l'émirat islamique, avant de partir en exil.

## Biographie

### Jeunesse
Saleh est né le 15 octobre 1972 dans le Panchir.
En 1990, afin d'éviter d'être enrôlé dans l'armée afghane soutenue par les Soviétiques, Saleh rejoint les forces d'opposition des moudjahidines. Il reçoit une formation militaire au Pakistan et combat sous le commandement d'Ahmed Chah Massoud.
À la fin des années 1990, Saleh est membre de l'Alliance du Nord (également connue sous le nom de Front Uni) et combat l'expansion des talibans. En 1997, Saleh est nommé par Massoud pour diriger le bureau de liaison international du Front Uni à l'ambassade d'Afghanistan à Douchanbé, au Tadjikistan, comme coordinateur d'organisations non gouvernementales (humanitaires) et en tant que partenaire de liaison pour les agences de renseignement étrangères.
Après les attentats du 11 septembre 2001 aux États-Unis, Saleh participe aux principales opérations de renseignement du Front uni sur le terrain lors du renversement du régime taliban.

### Chef des services de sécurité
Après la formation de la république islamique d'Afghanistan en décembre 2004, Saleh est nommé chef de la Direction nationale de la sécurité (NDS) par le président Hamid Karzai,. Il lance alors des réformes structurelles et aide à reconstruire le service de renseignement afghan. Saleh et l'ancien ministre de l'Intérieur Hanif Atmar sont alors considérés par la communauté internationale comme deux des membres du cabinet les plus compétents du gouvernement afghan. Un expert occidental de la sécurité a déclaré à The Guardian que les deux hommes avaient la réputation de « dissiper la corruption » de leurs organes .
En 2005, Saleh engage plusieurs agents du NDS qui s'infiltrent dans les zones tribales pakistanaises pour rechercher Ben Laden et d'autres dirigeants d'Al-Qaïda et des Talibans. Plusieurs membres d'Al-Qaïda peuvent être identifiés, mais Ben Laden n'est pas présent dans la région. En 2006, Saleh reçoit des preuves que Ben Laden vit à seulement 30 km de la ville d'Abbottabad, au Pakistan. Il partage les renseignements avec le président pakistanais Pervez Musharraf qui ne tient pas compte de ce renseignement et n'engage aucune action.
Après que Saleh a envoyé des agents parlant pachto pour infiltrer les opérations des talibans au Pakistan, la NDS a recueilli des informations sur les maisons, les mosquées, les entreprises et les familles des terroristes. Au printemps 2006, Saleh a mené de nombreux entretiens avec des commandants talibans et a déterminé que l'ISI avait commencé à augmenter l'aide aux terroristes l'année précédente. Sur la base de preuves, Saleh a prédit que d'ici 2009, les talibans lanceraient des assauts contre les principales villes du sud et mèneraient une insurrection à part entière.
À la suite de l'élection présidentielle afghane de 2009, le point de vue du président afghan Karzai sur les problèmes de sécurité auxquels l'Afghanistan était confronté et sur la meilleure façon de les traiter aurait changé. Cela affecta les relations de travail entre le président de l'Afghanistan et certains de ses ministres, y compris son chef du renseignement. Saleh a dit : « Il [Karzai] pensait que la démocratie l'avait blessé en tant que personne. Sa famille avait été injustement attaquée par les médias et l'Occident le critiquait injustement. Donc, après une élection présidentielle, c'était un homme changé, et nous ne pouvions pas avoir la même relation qu'avant l'élection présidentielle. »   L'analyste politique Ahmed Rashid en 2010 a observé la même chose : « La nouvelle vision de Karzai est le changement politique le plus dramatique qu'il ait subi depuis vingt-six ans que je le connais». Saleh et le ministre de l'Intérieur (en) Hanif Atmar ont par la suite eu de profonds désaccords avec Karzai sur la manière de procéder contre les talibans, que le président a commencé à qualifier de «frères». Saleh et Atmar étaient alors de plus en plus isolés dans l'administration Karzai.
Le président américain Obama se rend à Kaboul fin mars 2010 pour s'adresser au gouvernement afghan et rétablir les liens avec Hamid Karzai. Obama réitère l'engagement des États-Unis envers l'Afghanistan, déclarant :« Les États-Unis n'abandonnent pas une fois qu'ils ont commencé quelque chose ». Saleh explique à Obama que « les Pakistanais croient que l'Occident a perdu » en Afghanistan, et que l'ISI cherche à exploiter la « division entre l'Europe et les États-Unis ». Il recommande une « coopération intense » entre les États-Unis et l'Afghanistan pour empêcher les groupes extrémistes de reprendre le pouvoir.
Début 2010, un Afghan s'est adressé à la NDS en prétendant représenter le haut commandant taliban, le mollah Akhtar Muhammad Mansour. Proposant une lettre prétendument écrite par Mansour, il a déclaré que Mansour était intéressé à ouvrir une voie de négociation. Les collaborateurs de Saleh ont commencé à tester les informations d'identification du supposé messager et les ont jugées fausses, clôturant l'affaire. L'homme s'est ensuite adressé à d'autres institutions gouvernementales afghanes. Saleh raconte : « Quand j'ai appris… qu'il empruntait une autre voie, j'ai averti le gouvernement que si c'est cet Aminullah, s'il le prétend, et si c'est ce type, croyez-moi, il ne représente personne ; c'est une arnaque. ... Faites attention. Ce n'est pas Mansour. Mais il y avait une perception selon laquelle Amrullah est contre les pourparlers, alors écartons-le ». L'Afghan, qui vivait au Pakistan, où se trouve le conseil de direction des talibans, a ensuite tenu trois réunions avec des responsables de l'OTAN et de l'Afghanistan. Après avoir été transporté du Pakistan à Kaboul dans un avion de l'OTAN, l'homme a rencontré le président Karzai dans le palais présidentiel. À la fin de 2010, il s'est avéré que le supposé représentant de Mansour était un imposteur, comme Saleh l'avait déjà averti. The New York Times écrit : « Dans un épisode qui aurait pu être tiré d'un roman d'espionnage, les responsables américains et afghans disent maintenant que l'homme afghan était un imposteur. » 

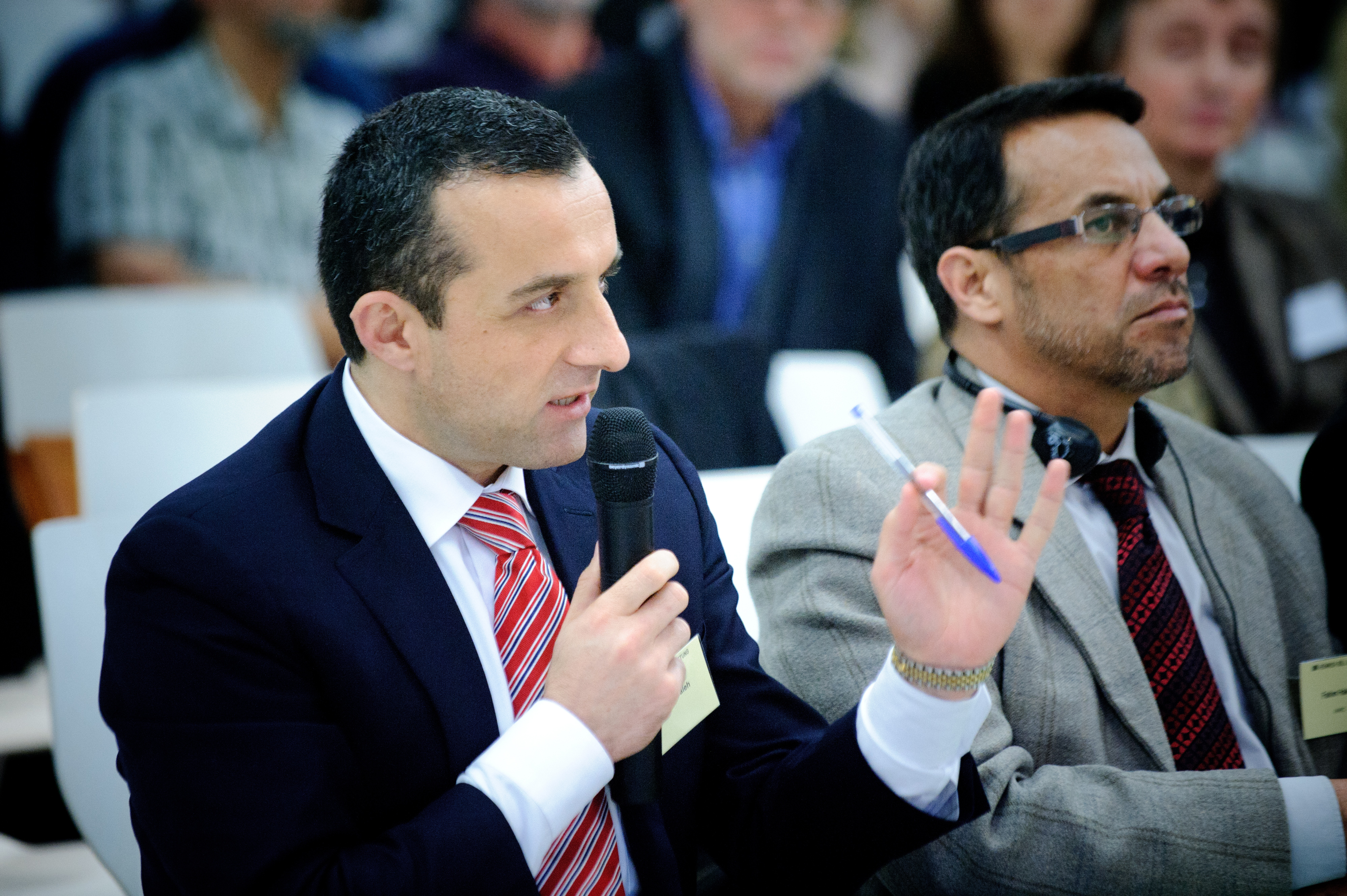
Amrullah Saleh lors d'une conférence internationale, en 2011.

Le 6 juin 2010, Saleh démissionne du NDS tandis qu'Atmar fait de même au poste de ministre de l'Intérieur après une attaque militante contre la Jirga de paix nationale, bien que personne n'ait été tué ou blessé et que les assaillants aient été arrêtés. Quelques jours après la Jirga, Karzai avait convoqué Atmar et Saleh pour discuter de l'attaque contre la Jirga. Après la réunion, les deux hommes ont officiellement démissionné en raison de l’échec de l’arrêt de l’attaque contre la Jirga. CNSNews écrit : « Saleh a déclaré aux journalistes qu'il avait présenté sa démission en tant que directeur général de la sécurité nationale parce qu'il avait perdu la confiance de Karzai à la suite de l'attaque. Il a dit qu'Atmar et lui avaient informé le président des préparatifs de sécurité pour la Jirga, et du « succès consécutif à … capturer les facilitateurs », mais Karzai n'était pas satisfait. Il s'était donc senti incapable de continuer à son poste. Il a également dit qu'il y avait "des dizaines" de raisons de quitter son poste, mais ne donnerait pas de détails sur d'autres. » , La démission des deux hommes a suscité des inquiétudes parmi les experts afghans. Des inquiétudes ont été exprimées quant à la direction dans laquelle le pays se dirigeait.
L'ancien représentant spécial des Nations unies en Afghanistan, Kai Eide, écrit:
Le conseiller à la sécurité nationale du président Karzai, Rangin Dadfar Spanta, aurait déclaré:
Selon l'ambassadeur Hank Crumpton de la CIA, qui a dirigé l'opération Liberté Immuable en Afghanistan en 2001, Saleh possédait « de bonnes compétences techniques et de nouveaux traits de leadership ». L'ambassadeur Crumpton écrit également dans son livre récent qu'il a trouvé que Saleh était « jeune, brillant, honnête et dévoué à un Afghanistan libre ».
La démission de Saleh et d'Atmar est intervenue au milieu d'un désaccord profond entre Hamid Karzai et Amrullah Saleh sur la manière de procéder contre les talibans. Daoud Sultanzoi, membre du parlement afghan, a déclaré qu'il avait observé que le désaccord entre Karzai d'un côté et des membres du cabinet tels que Saleh et Atmar de l'autre côté durait depuis un certain temps. Saleh a publiquement blâmé le Pakistan pour son soutien aux talibans et à d'autres groupes extrémistes et a déclaré que des pourparlers avec les talibans devraient avoir lieu, mais pas au détriment des structures démocratiques. Pendant ce temps, Karzai plaçait de plus en plus ses espoirs dans ses tentatives de conclure un accord secret avec les talibans et le Pakistan. Le Pakistan avait à plusieurs reprises exhorté Karzai à évincer Saleh de ses fonctions.
Les médias afghans ont largement couvert les démissions avec le quotidien libéral Hasht-e Subh en tête d'affiche d'un article : « Démission d'Atmar et Saleh: responsabilité envers le peuple ou hommage au Pakistan ? » Saleh a déclaré qu'il considérait Karzai comme un patriote, mais que le président faisait une erreur s'il prévoyait de compter sur le soutien pakistanais alors que le Pakistan tentait de se réimposer aux talibans.
Saleh, dans le Hard Talk de la BBC, a expliqué et réitéré que Karzai, dans l'espoir de parvenir à un accord avec les talibans et l'ISI pakistanais par le biais d'une politique d'apaisement, avait aliéné ses alliés internes ainsi que les alliés externes de l'Afghanistan et sapé le moral des forces de sécurité afghanes.
Il a été rapporté en 2010 que l'Inter-Services Intelligence (ISI) et les talibans « considéraient Saleh comme leur adversaire le plus féroce ». Il a ensuite fondé la Basej-e Milli (mobilisation nationale) et Green Trend en tant que mouvement pro démocratique et anti-Talibans.

### Polémique avec Musharraf sur Ben Laden
Saleh a déclaré à plusieurs reprises que les services de renseignement afghans croyaient et avaient partagé des informations selon lesquelles Oussama ben Laden se cachait dans une zone proche d'Abbottabad, au Pakistan, quatre ans avant qu'il [Ben Laden] y soit tué par les forces américaines. Saleh avait partagé ces informations avec le président pakistanais Pervez Musharraf, qui avait ignoré la déclaration, en ne prenant aucune mesure.
Dès 2004, des agents travaillant pour les services de renseignement afghans ont déterminé que Ben Laden vivait dans une grande région colonisée au Pakistan, plutôt que dans les zones tribales semi-autonomes à la frontière afghano-pakistanaise, a déclaré Amrullah Saleh au Guardian . « Des milliers de rapports d'interrogatoire » et l'hypothèse que Ben Laden « un millionnaire avec plusieurs épouses et sans expérience de dureté ne vivrait pas dans une tente » ont conduit Saleh et les services de renseignement afghans à cette conclusion. « J'étais à peu près sûr qu'il se trouvait dans les zones habitées du Pakistan car en 2005, il était encore très facile d'infiltrer les zones tribales, et nous avions un grand nombre d'informateurs là-bas. Ils pouvaient trouver n'importe quel Arabe mais pas Ben Laden. » 
En 2007, les Afghans ont spécifiquement identifié deux refuges d'Al-Qaïda à Manshera, une ville située à quelques kilomètres d'Abbottabad, ce qui les a amenés à croire que Ben Laden s'y cachait peut-être. Mais Amrullah Saleh dit que le président pakistanais Pervez Musharraf a fracassé avec colère son poing sur une table lorsque Saleh lui a présenté les informations lors d'une réunion à laquelle le président afghan Hamid Karzai a également participé. Selon Saleh, "Il a dit : « Suis-je le président de la République de la Banane ? » puis il s'est tourné vers le président Karzai et a dit : « Pourquoi avez-vous amené ce type du Panchir pour m'apprendre les renseignements ? » 
Un journaliste de la BBC confrontant Musharraf aux allégations de Saleh écrit : « L'ancien chef du Pakistan joue très bien le courtier impartial... [Mais] c'est à ce moment-là que le camouflage de M. Musharraf commence à glisser. Le fond de la réclamation qu'il traite comme un politicien (il s'agissait en fait d'un cas d'identité erronée impliquant la CIA, dit-il). Mais il se hérisse de colère à la mention du nom d'Amrullah Saleh. »  Accusant Saleh d'"impertinence" et d'être "humble", Musharraf a déclaré : « Amrullah Saleh je n'ai jamais aimé et donc il n'a pas le droit de me présenter quoi que ce soit. » 
Un rapport d'analyse de décembre 2011 de la fondation Jamestown est toutefois parvenu à la conclusion que « malgré les démentis de l'armée pakistanaise, des preuves apparaissent que des éléments au sein de l'armée pakistanaise hébergeaient Oussama Ben Laden avec la connaissance de l'ancien chef de l'armée, le général Pervez Musharraf et peut-être l'actuel chef d'état-major de l'armée (COAS), le général Ashfaq Pervez Kayani. L'ancien chef de l'armée pakistanaise Ziauddin Butt (alias le général Ziauddin Khawaja) a révélé lors d'une conférence sur les relations entre le Pakistan et les États-Unis en octobre 2011 que, selon ses connaissances, l'ancien directeur général du Bureau des renseignements pakistanais (2004-2008), le brigadier Ijaz Shah, avait gardé Oussama ben Laden dans une maison sécurisée du Bureau des renseignement à Abbottabad. »  Le général pakistanais Ziauddin Butt a déclaré que Ben Laden avait été caché à Abbottabad « en pleine connaissance » de Pervez Musharraf. Butt a nié plus tard avoir fait une telle déclaration.

### Vie politique

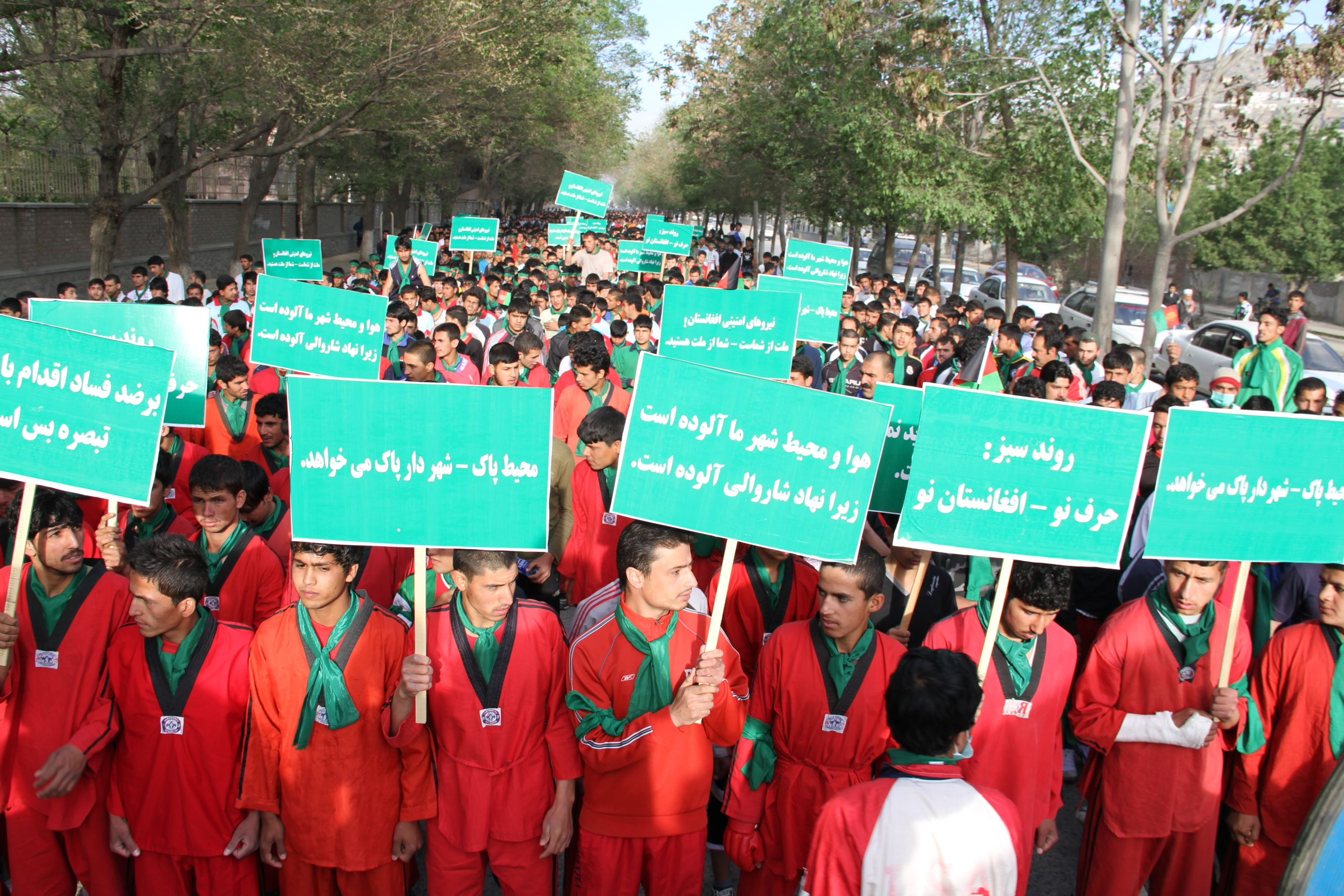
Rassemblement Afghan Green Trend à Kaboul en mai 2013.

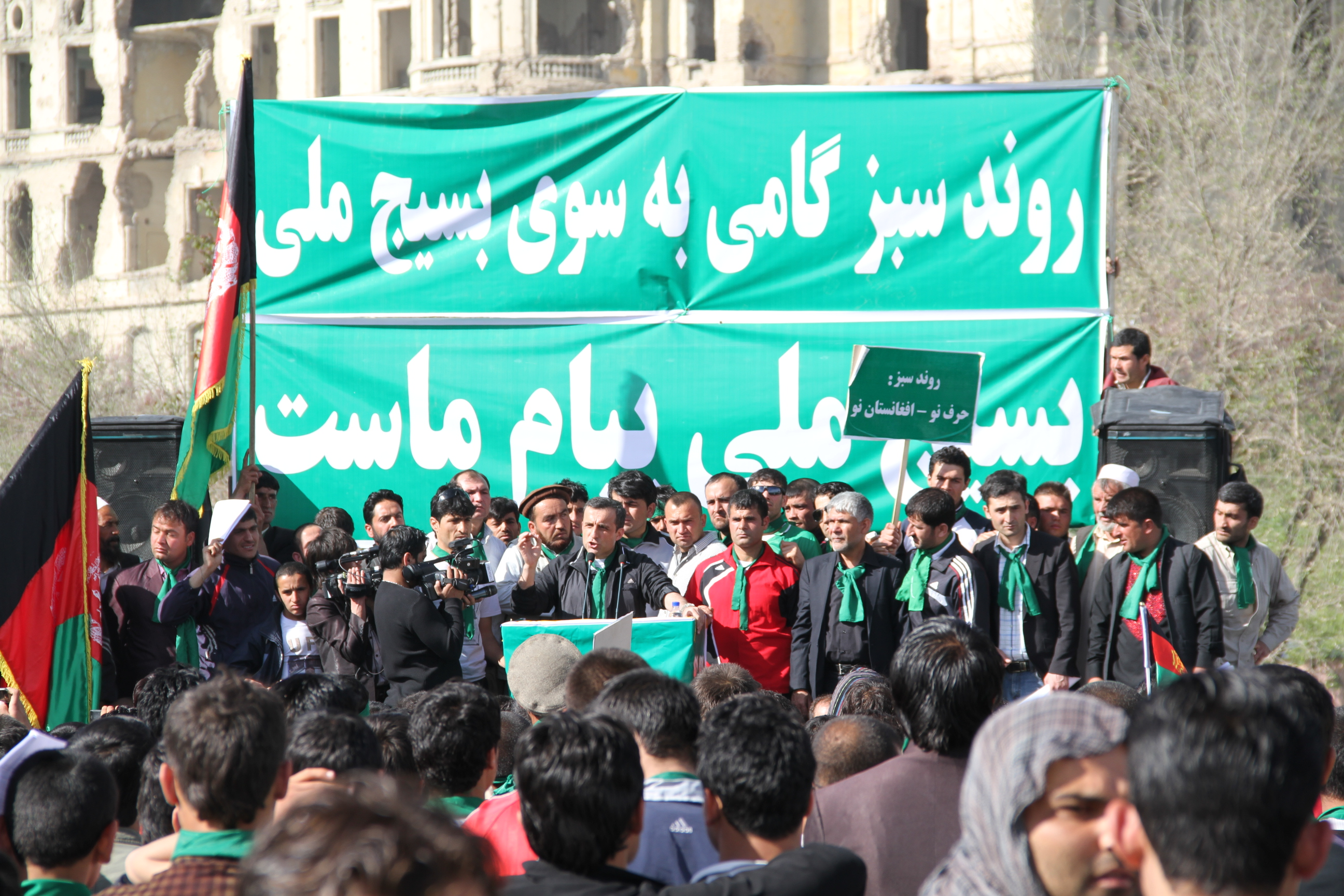
Amrullah Saleh s'adressant au rassemblement des jeunes à Kaboul en mai 2013.

En 2011, Saleh lance une campagne pacifique pour avertir qu'Hamid Karzai avait perdu sa conviction dans la lutte contre les talibans et recherchait un compromis qui pourrait se faire au détriment de la démocratie, de la stabilité et des droits humains, en particulier des droits des femmes. Il critique la politique de Karzai, qu'il qualifie d'« erreur fatale et de recette pour la guerre civile ».
Saleh crée un parti politique, le « Mouvement national » (Basej-e Milli), également connu sous le nom de Afghanistan Green Trend. En mai 2011, des membres de ce parti prennent part à une manifestation anti-Talibans à Kaboul,,.
En décembre 2011, Saleh dénonce la corruption du gouvernement Karzai et affirme que si le gouvernement afghan ne s'engageait pas dans les réformes nécessaires et dans la lutte contre la corruption, l'année 2014 - où les troupes internationales prévoient d'avoir finalisé leur stratégie de sortie - serait « une année de défis plutôt que d'opportunités ». Il souligne particulièrement la nécessité de réformes fondamentales au sein de la Commission électorale indépendante.
À cette époque, il parle et écrit sur ces questions dans les médias locaux et internationaux. Il soutient que les talibans doivent être désarmés et respecter l'intégrité de la constitution afghane avant de pouvoir être pris en considération pour un processus de réconciliation.
Dans un article écrit pour le Wall Street Journal en février 2012, il mentionne que « Les pourparlers et un éventuel cessez-le-feu peuvent fournir aux États-Unis et à leurs alliés de l'OTAN leur justification pour un retrait rapide, mais cela ne changera pas les fondements du problème en Afghanistan. La conclusion d'un accord avec les talibans sans les désarmer brisera l'espoir d'un État afghan fort, viable et pluraliste. ».
Dans ses commentaires, Amrullah Saleh discute également de l'influence négative de la politique locale et du manque d'incitations sur le développement des Forces nationales de sécurité afghanes. Dans un article pour Al Jazeera en avril 2012, il écrit que « L'idéalisme et la croyance dans les valeurs sont essentiels pour renforcer les rangs. Mais lorsque les forces de sécurité assistent à la dégradation des valeurs au niveau de la direction, l'incitation au sacrifice s'effondre. L'efficacité de la force diminue. Et dans de telles situations, les divisions ethniques et régionales, les relations personnelles et la méfiance s'infiltrent. ».
Il prévient que la politique ethnique et la fragmentation interne sont de sérieux défis pour l'Afghanistan. Dans un autre article pour Al Jazeera en juin 2012, il assure que « Les partis panafghans n'existent pas. Les Afghans de tous les groupes ethniques se sont unis pour une cause commune, mais ils n'ont pas réussi à partager une plate-forme commune ».
Avec la réduction imminente de l'aide internationale en Afghanistan et ses implications sur les programmes et projets d'appui à l'économie et aux institutions publiques afghanes, Amrullah Saleh prévient que « La tâche d'absorber des dizaines de milliers de diplômés de qualité médiocre, des centaines de milliers de jeunes non qualifiés et sans emploi, et un quota ethnique toujours croissant dans la fonction publique et les projets de développement seront terriblement difficiles. Ce stress interne ne peut être surmonté que si l'Afghanistan diversifie ses sources de revenus et développe ses industries extractives ».
Il mentionne également que « La police locale afghane devrait être renforcée... mais isolée de l'influence politique des acteurs gouvernementaux actuels ».
Expliquant la raison pour laquelle l'Occident n'a pas réussi en Afghanistan, Amrullah souligne le manque d'efforts pour créer une circonscription anti-Talibans en soulignant que « La coalition anti-taliban n'est pas une alliance ethnique contre le sud, mais plutôt un parapluie politique pour tous les Afghans qui recherchent une société pluraliste et s'opposent à la talibanisation de la société dans le cadre d'un soi-disant accord de réconciliation. Peut-être 80 % des Afghans s'opposent aux talibans. Un tel parapluie sera le meilleur représentant des Afghans dans toute discussion avec les talibans, car Karzai et son Haut Conseil pour la paix manquent de crédibilité parmi les Afghans qui ont connu le régime oppressif des talibans ».
S'exprimant lors de l'inauguration d'une fondation islamique à Kaboul, Saleh déclare que « le gouvernement Karzai et les États-Unis d'Amérique ne pouvaient pas représenter les civils afghans anti-talibans et entamer des pourparlers de paix tout en les excluant simultanément. » L'ancien chef des renseignements afghans insiste pour tenir compte des points de vue du peuple afghan pendant le processus des pourparlers de paix, car la majorité des Afghans dans les régions du nord et du sud, dit-il, ont une opinion négative des talibans. Il met en doute également l'honnêteté de l'implication des talibans dans les pourparlers de paix. Les récentes objections de presque tous les principaux partis d'opposition surviennent au milieu des efforts croissants des États-Unis et de Hamid Karzai pour progresser dans des pourparlers secrets avec les talibans et le Hezb-i Islami de Gulbuddin Hekmatyar. Dans ces pourparlers, les représentants du Front Uni anti-Talibans, qui a combattu les talibans de 1994 à 2001 et réunissant des dirigeants représentant environ 60 % de la population afghane, sont exclus. Critiquant la nature secrète des pourparlers américains avec les talibans, qui, selon eux, pourraient aboutir à un retour de ces derniers au pouvoir, les dirigeants de l'opposition demandent un processus de paix transparent dirigé par l'ONU.
Dans un article pour Foreign Policy, intitulé « Qu'est-ce qui n'a pas fonctionné en Afghanistan ? » publié en mars 2013, Amrullah Saleh mentionne que « la principale raison de la situation problématique actuelle en Afghanistan est la croyance erronée de l'Occident (États-Unis et OTAN) selon laquelle le Pakistan changerait sa politique en Afghanistan ».
« Commençons par une question rhétorique : l'OTAN est-elle en train de perdre et les talibans gagnent-ils ? — Amrullah Saleh discute de l'incertitude parmi les Afghans à propos de 2014 — lorsque l'OTAN met fin à sa mission de combat en Afghanistan ». Il évoque ensuite la perception des Afghans selon laquelle les États-Unis financent les deux côtés du conflit parce que le Pakistan reste le pays clé pour soutenir l'insurrection. Amrullah Saleh explique également pourquoi l'OTAN et les États-Unis ne sont toujours pas disposés à affronter le Pakistan en raison de leurs propres préoccupations en matière de sécurité. Il plaide pour une augmentation des capacités des Forces nationales de sécurité afghanes. Amrullah Saleh souligne l'importance à la fois de la formation et de l'équipement pour s'assurer que les zones dégagées de l'Afghanistan sont tenues, que les lignes de communication sont maintenues ouvertes et que les grands centres de population sont défendus.
Il mentionne spécifiquement : « Le maintien de la pression militaire sur les talibans est la clé de la survie de l'État pluraliste en Afghanistan. Sinon, l'espace démocratique se rétrécira et le pouvoir de négociation des talibans dans les négociations futures augmentera encore. » Il conclut ensuite avec prévoyance : « Certains analystes ont tenté de décrire cette guerre comme un conflit entre Afghans. Ça ne l'est pas. En réalité, c'est une guerre entre un groupe militant soutenu par le Pakistan et le reste du monde. Il n'y a que deux solutions possibles : un gouvernement afghan soutenu par l'Occident qui vainc de manière décisive les talibans, ou les talibans qui acceptent de se démilitariser et de rejoindre le processus politique. Les États-Unis, cependant, devraient comprendre une chose très clairement : ce serait faire une énorme erreur — et confirmer les pires craintes du peuple afghan — s'ils reprenaient et laissaient l'Afghanistan aux voies brutales des talibans. ».
Le 3 mai 2013, l'Afghan Green Trend organise une grande manifestation sportive en soutien aux Forces nationales de sécurité afghanes (ANSF). Il vise également à dénoncer la corruption, appelant à une ville propre et à une municipalité propre. La manifestation se rend au bâtiment du parlement afghan. Les manifestants scandent des slogans contre la corruption présumée du parlement et dénoncent les députés qui acceptent des pots-de-vin.
Ils terminent leur course sur les marches du palais de Darulaman, alors en ruines, et lisent une déclaration : « Notre objectif est d'annoncer notre soutien politique et moral à ceux qui sont dans les tranchées pour défendre la souveraineté du pays ». Amrullah Saleh déclare « Aux soldats martyrisés dans l'exercice de leurs fonctions - vous avez perdu la vie, mais vos rêves continuent de vivre ». Il met en garde contre « la politisation des forces de sécurité du pays et leur utilisation abusive à des fins politiques ».
Le 9 juin 2013, lors du 10e forum annuel américano-islamique organisé à Doha par l'institution Brookings en partenariat avec l'État du Qatar, Amrullah Saleh prend la parole lors d'une séance plénière intitulée « Transitions en Afghanistan et au Pakistan » et avertit :  « Alors que la guerre américaine contre le terrorisme est en train de s'achever, la guerre entre les forces démocratiques et les groupes extrémistes en Afghanistan n'est pas terminée en raison de la présence généralisée de sanctuaires terroristes, des hostilités en cours entre l'Afghanistan et le Pakistan et l'élan de l'insurrection des talibans ».
Il ajoute : « Un soldat britannique a été coupé en morceaux [en] plein jour à Londres ou près de Londres. Est-ce que [le] gouvernement britannique, au lieu de traduire ce type en justice, le mettra dans un hôtel cinq étoiles et lui dira : « Frère, qu'est-ce qui vous a poussé à faire ça ? Pouvons-nous répondre à vos doléances ? C'est ce que l'Occident attend [de] nous - amener les tueurs de nos frères, amener ceux qui ont coupé le nez aux femmes afghanes, amener ceux qui commettent des attentats suicides dans nos mariages, les mettre sur l'autre côté de la table et dites : « Frère, vous représentez notre religion et j'ai perdu ma direction. Laisse-nous parler.' Cela est dû au fait qu'il n'y a pas beaucoup de respect pour la dignité de la nation appelée Afghanistan en matière de géopolitique ».

### Ministre de l'Intérieur
Le 23 décembre 2018, le président Ashraf Ghani nomme Saleh comme nouveau ministre de l'Intérieur, dans un bouleversement majeur des positions du gouvernement en matière de sécurité. Dans le même temps, Asadullah Khalid est nommé ministre de la Défense. Des médias affirment que les critiques anti-Talibans de Saleh et Khalid pourraient aider à freiner les talibans à la fois militairement et dans les pourparlers de paix en cours
Le New York Times rapporte que Saleh s'engage à minimiser l'influence des seigneurs de guerre et des hommes forts sur la police d'État à Kaboul, en prenant des mesures telles que la saisie de véhicules appartenant à de puissants politiciens. En outre, une ordonnance nationale entre en vigueur interdisant les gardes armés visibles sur les camionnettes qui suivent quelqu'un à moins qu'il ne s'agisse d'agents militaires, de l'intérieur ou du renseignement.
Le 19 janvier 2019, Saleh démissionne de son poste pour rejoindre l'équipe électorale d'Ashraf Ghani, candidat à sa réélection.

### Vice-président de la République
En 2019, Saleh rejoint l'équipe électorale d'Ashraf Ghani en vue de la prochaine élection présidentielle. Le 28 juillet 2019, son bureau est attaqué par des terroristes talibans. Après plusieurs reports, le scrutin a finalement lieu le 28 septembre 2019. Le 22 décembre suivant, les résultats préliminaires sont dévoilés, annonçant le président sortant Ashraf Ghani vainqueur. Cependant, son opposant Abdullah Abdullah ne reconnait pas les résultats. Le 18 février 2020, le commission électorale annonce qu'Ashraf Ghani est vainqueur avec 50,64% des voix. Amrullah Saleh devient alors le cinquième Premier vice-président de la république islamique d'Afghanistan. Abdullah Abdullah refuse cependant toujours de reconnaître les résultats , dénonçant des fraudes et monte un gouvernement parallèle. Le 9 mars 2019, Ghani et Saleh prêtent serment, tandis qu'Abdullah Abdullah fait de même dans une autre aile du palais. Le 17 mai 2020, un accord entre les deux gouvernements est trouvé.

### Après la prise du pouvoir par les talibans
Le 15 août 2021, les talibans s'emparent du pouvoir en prenant Kaboul et le président Ashraf Ghani fuit le pays. Le 17 août, en tant que vice-président de la république islamique d'Afghanistan, Saleh se proclame président de la République par intérim sur son compte Twitter face au rétablissement de l'émirat islamique d'Afghanistan, se fondant sur la constitution afghane de 2004. Il s'allie alors avec Ahmad Massoud, fils d'Ahmed Chah Massoud, pour annoncer la résistance dans la vallée du Panchir face aux talibans. Le 17 août, face à ces derniers, ses forces reprennent le contrôle du secteur de Charikar, dans la province de Parwan, au nord de Kaboul. Le 6 septembre 2021, les talibans ont déclaré que le Panchir était entièrement sous le contrôle de l'Émirat islamique. Le Front national de résistance n'a pas reconnu sa défaite, le chef de la résistance Ahmad Massoud déclarant sur Twitter : « Nous sommes au Panchir et notre Résistance continuera ».
Amrullah Saleh, en exil au Tadjikistan, estime que tout « processus de paix » avec les talibans est voué à l'échec. Selon lui, le régime taliban n'est qu'un protectorat de l'armée pakistanaise et de son service de renseignement, l'Inter-Services Intelligence. Il appelle tous les courants anti-talibans à former un front commun. En février 2022, il accuse le Pakistan d'envoyer des snipers au Panchir aux côtés du réseau Haqqani pour éliminer les derniers îlots de résistance aux talibans.

## Tentatives d'assassinat
Amrullah Saleh aurait été la cible de plusieurs attentats.
En décembre 2009, il déclare : « Bien sûr, et s'ils me tuent, j'ai dit à ma famille et à mes amis de ne rien déplorer, car j'ai tué beaucoup d'entre eux avec fierté, donc je suis une cible très, très, légitime, car je m'oppose à eux. Le désir de m'opposer à eux est dans mes veines. Je pense qu'ils se trompent. »
Le 28 juillet 2019, trois terroristes sont entrés dans le bureau de Saleh à Kaboul après qu'un kamikaze se soit fait exploser. Au moins 20 personnes ont été tuées et 50 blessées dans l'attentat suicide et la fusillade de son bureau. Saleh n'a pas été blessé lors de l'attaque mais a perdu de nombreux collègues et deux de ses neveux,. L'attaque contre Saleh a été condamnée par la communauté internationale, y compris l'Union européenne.
Le 9 septembre 2020, Saleh a été blessé par un attentat à la bombe en bordure d'une route à Kaboul, au cours duquel dix personnes ont été tuées. Quinze civils ont été blessés, dont certains de ses gardes du corps. Les talibans ont nié toute responsabilité. Saleh a publié une vidéo sur Facebook après l'explosion avec un bandage à la main gauche et des brûlures au visage. Il a déclaré qu'il se rendait à son bureau avec son fils lorsque l'attaque a eu lieu. Personne n'a revendiqué l'attentat à la bombe.